# Agnieszka Grinn-Gofroń
Agnieszka Jadwiga Grinn-Gofroń – polska botaniczka, wykładowczyni Uniwersytetu Szczecińskiego.

## Życiorys
Agnieszka Grinn-Gofroń w 1996 ukończyła studia w zakresie biologii i ochrony środowiska na Wydziale Nauk Przyrodniczych Uniwersytetu Szczecińskiego. W 2003 otrzymała na Uniwersytecie Szczecińskim stopień doktora nauk biologicznych na podstawie napisanej pod kierunkiem Mariana Ciaciury dysertacji Kształtowanie się leśnych zbiorowisk zastępczych w monokulturach sosnowych na gruntach porolnych. W 2012 habilitowała się na Uniwersytecie im. Adama Mickiewicza w Poznaniu w dziedzinie nauk biologicznych, specjalność: aerobiologia, botanika, mykologia. W 2023 otrzymała tytuł profesora nauk ścisłych i przyrodniczych w dyscyplinie nauki biologiczne.
W 1996 rozpoczęła pracę na stanowisku asystentki w Katedrze Taksonomii Roślin i Fitogeografii Instytutu Biologii Uniwersytetu Szczecińskiego. W 2003 została awansowana na adiunktkę, a następnie profesor uczelni. Pełniła m.in. funkcję zastępczyni dyrektora Instytutu Biologii.
Jej zainteresowania naukowe koncentrują się wokół aerobiologii zarodników.